# بن سالم عبد الرحمان
عبد الرحمان بن سالم من مواليد 1923 ببلدية عين الكرمة، ببوحجار. توفي في 9 أكتوبر 1980 ودفن في بوحجار ولاية الطارف مقر إقامته. سياسي و عسكري جزائري و عضوا مجلس الثورة.
عاشت ناحية البطيحة جنوب سوق أهراس ليلة 9 مارس 1956 عملية جريئة، تمثلت في التحاق معظم أفراد كتيبة من الطلائع الجزائرية بجيش التحرير الوطني، بعد تدمير المركز الذي كانت ترابط به وغنم كل ما فيه من أسلحة وذخيرة وعتاد.
عندما التحق الرقيب الأول بن سالم بجيش التحرير ليلة 9 مارس 1956، كان يجر وراءه تجربة حربية ميدانية عمرها نحو 14 سنة.

## عمله في الجيش الفرنسي
اضطرته ظروفه العائلية إلى التعاقد مع الجيش الفرنسي في غضون الحرب العالمية الثانية وهو في العشرين من العمر، وما لبث أن وجد نفسه في الخطوط الأمامية لمواجهة زحف القوات الألمانية على تونس و الجزائر بقيادة الجنرال الشهير رومل، ضمن الفيلق المدعم الثالث للطلائع الجزائرية. وقد وقع أسيرا، ولحسن الحظ أن هزيمة الجيش الألماني بشمال إفريقيا لم تطل فأفرج عنه.
وبعد فترة قصيرة شارك مع وحدته في الهجوم على إيطاليا، حيث أبلى بلاء حسنا في معارك "مونتي كاسينو" الفاصلة، وقد برز يومئذ كرامٍ جيد بالرشاش الثقيل.
ومن إيطاليا شارك في إنزال ثان بسان تروبي شرق مرسيليا، قبل عبور نهر الرين شمالا والزحف على غرب ألمانيا، حيث أدركته هدنة 8 مايو 1945 وهو بشتوتغارت.
في صائفة 1945، نقل مع وحدته إلى الهند الصينية، وبقي هناك حتى أواخر 1954. كان الجنود الجزائريون خاصة هدفا لدعاية الثوار الفيتناميين الذين كانوا يدعونهم في مناشيرهم للعودة إلى بلادهم وإعلان الثورة على الاستغلال الاستعماري، بدل المشاركة في جريمة محاربة شعب يكافح من أجل حريته واستقلاله، وكان لهذه الدعاية تأثيرها، وتفطنت قيادة الجيش الفرنسي لذلك فكانت تكثر من حركة توزيع الجنود الجزائريين على الوحدات المختلفة.
وصادف ذات يوم أن أحيت القيادة الفرنسية عيد الفطر برفع علمي تونس و المغرب إلى جانب علم فرنسا، ولم تكن تدري أنها وجهت بذلك طعنة نافذة إلى عامة الجنود الجزائريين، وقد صدم البعض منهم فعلا واعتبروها إهانة كبرى.
وردا على هذا التجاهل بادرت مجموعة منهم -من ضمنها بن سالم- بصنع علم جزائري، تطوع جندي يدعى صفصاف -من ناحية قسنطينة- برفعه ليلا إلى جانب الأعلام الثلاثة المذكورة!
وفي صباح الغد أمر قائد الموقع بإنزال العلم الجزائري، لكن بطريقة نظامية وتقديم السلاح تحية له.
هذه الحادثة أيقظت المشاعر الوطنية، وضاعفت استعداد الجنود الجزائريين لتقبل الدعاية الفيتنامية، بدليل أن الجندي صفصاف ما لبث أن التحق بصفوف الثوار رفقة اثنين آخرين.

### الحرب في الفيتنام
في سنة 1953 تحصل بن سالم على رتبة رقيب أول، وعين على رأس فصيلة قوامها 38 جنديا، وكانت هذه الفصيلة من بين الوحدات الأولى التي نقلت إلى ديان بيان فو عندما شرع الجيش الفرنسي في بناء تحصينات هذا الموقع الاستراتيجي، وسرعان ما تجمع في ذات الموقع أكثر من 20 ألف جندي، أغلبيتهم الساحقة من الجزائر (8 آلاف) و المغرب و تونس و السنغال فضلا عن وحدات اللفيف الأجنبي.
وفي غضون الأسبوع الأول من مايو 1954 شن الثوار الفيتناميون هجوما محكما وساحقا على هذا الموقع الحصين، تحول إلى هزيمة مخزية لجيش الاحتلال الفرنسي الذي اضطرت وحداته المرابطة هناك إلى الاستسلام في السابع من نفس الشهر، لم ينج الفيلق المدعم الثالث -الذي ينتمي إليه بن سالم- من هذه الهزيمة النكراء، فقد استسلم نصف تعداده بعد أن أبيد النصف الآ خر.
وهكذا وجد الرقيب الأول بن سالم نفسه أسيرا -مرة أخرى- في متناول الدعاية المباشرة للمحافظين السياسيين الذين كانوا يلزمونهم بحضور دروسهم مرتين في اليوم، لا يستثنى من ذلك حتى الجرحى من الأسرى.
• كانت آراء هؤلاء حول الاستعمار والاستغلال من التكرار والإلحاح، إلى درجة أن الكثير من الجنود الجزائريين كانوا يصابون بالصداع من جرائها! ومع ذلك يعترف بن سالم بأن هذه المدرسة الفيتنامية القاسية والصعبة لقنته أشياء كثيرة هو مدين بها إليها.

### العودة إلى الجزائر
ودع الرقيب الأول بن سالم فيتنام، ليعود في أواخر 1954 إلى بلاده وقد اندلعت ثورة التحرير منذ أسابيع معدودة وجيش الاحتلال يأمره بمحاربتها.
نزلت وحدة بن سالم بداية في عنابة ثم انتقلت إلى قسنطينة، قبل أن تعود إليها في ربيع 1955. وهناك وطد علاقاته بالرقيب الأول محمد عواشرية والعريف الأول علي بوخذير، بعد أن أصبح يقاسمهم هاجس واحد: كيف يمكن الالتحاق بالثوار للمشاركة معهم في ملحمة التحرير الوطني؟
لم تكن الإجابة على هذا السؤال يسيرة بالنظر إلى الاحتياطات الأمنية الشديدة التي تلف النشاط الثوري من جهة، وسرعة تنقل بن سالم ورفاقه من مركز إلى آخر من جهة ثانية.
هذه النقلة السريعة كانت تصعب من محاولات الاتصال بالثوار، لا سيما بعد التحاق جندي يدعى بكاي -من أحد المراكز القريبة- بالثوار، وحملات التفتيش الواسعة التي أعقبته...

## الإلتحاق بالثورة التحريرية
حدث أن أصيب بن سالم بمرض ألزمه دخول مستشفى سوق أهراس حيث مكث بعض الوقت، وهناك عمل على توطيد علاقاته بمريض يدعى الهادي دوايسية، كان يتحدث إليه بين الحين والآخر حول الأحداث التي تهز الناحية، وذات يوم أعرب له عن رغبته في الالتحاق بالثوار، فوعد بمساعدته فور مغادرته المستشفى.
لكن مواصلة الاتصال برفيق المستشفى أصبحت صعبة كذلك، لأن كتيبة بن سالم نقلت مرة أخرى إلى البطيحة في أواخر يناير، وكان على المجموعة أن تجدد مساعيها مع أحد سكان قرية مجاورة استطاعت أن تكسب ثقته، وكان رهانها عليه في محله، فقد حمل عليه ذات يوم رسالة من دوايسية تفيد بأنه أبلغ رغبة المجموعة قيادة الثورة بالناحية، وأنها في انتظار إشارات منهم عن صدق عزيمتهم، وقد رد بن سالم نيابة عن رفاقه برسالة جدد فيها عزمهم على الالتحاق بجيش التحرير في أحسن الآجال، وابتداء من تلك اللحظة بدأ التحضير الجدي لعملية الالتحاق، بعد أن تقاسم الثلاثة الأدوار بينهم على النحو التالي:
- أن يظل بن سالم وعواشرية على صلة بالثوار.
- أن يتولى بوخذير مهمة إقناع أكبر عدد من جنود الكتيبة للالتحاق بالثورة.

وحسب شهادة هذا الأخير فإن الثلاثة تمكنوا من الاتصال بقائد الناحية عمر جبار، علما أن مسؤولية المنطقة يومئذ كانت بيد الوردي فتال باسم الولاية الأولى.
وفي نهاية الأسبوع الأول من مارس 1956 شاركت كتيبة بن سالم ورفاقه في عملية تمشيط وتفتيش واسعة دامت يومين بحثا عن مراكز الثوار في الناحية، وقد استغل الثلاثة المناسبة لاتخاذ القرار الحاسم: الالتحاق بالثورة بعد تخريب مركز الكتيبة في البطيحة والاستيلاء على ما أمكن من السلاح والذخيرة والعتاد.. وتم تقاسم الأدوار بين الثلاثة كما يلي:
- بن سالم للتنسيق والإشراف العام،
- عواشرية للمناوبة مساء 8 مارس،
- بوخذير لحراسة مخازن الأسلحة.

وتم تحديد موعد الاتصال بثوار الناحية على الساعة الثامنة مساء باستعمال كلمة سر متفق عليها. لكن الجندي الحارس المكلف بتلقي إشارة الثوار والتجاوب معها تراجع في آخر لحظة، ودب فيه الذعر فهرع لتبليغ قائد المركز وهو ملازم أول فرنسي. وبكل برودة تصدى عواشرية للموقف الطارئ، واستطاع أن يكذّب الجندي الحارس أمام الضابط الفرنسي، زاعما أنه رأى سربا من الحمير فحسبهم ثوارا وعندما خرج قائد المركز لاستطلاع الأمر وجد فعلا بعض الحمر الهائمة حوله!
وبناء على ذلك بدل أن تنطلق العملية على الساعة الثامنة تأخرت حتى التاسعة، وكانت البداية بتصفية الجنود الفرنسيين والخونة، والشروع في تخريب المركز الذي استغرق نحو ساعتين، وكان من بين الخونة عامل على الجهاز اللاسلكي، تمكن من إخطار المراكز المجاورة، بما يجري في البطيحة.. وكانت الغنيمة ثقيلة كذلك، ناء بحملها 48 بغلا حسب شهادة علي بوخذير.. منها عشرات البنادق والرشاشات فضلا عن 12 رشاشا ثقيلا وعدد من مدافع الهاون والبازوكا، وكميات هامة من الذخيرة منها 10 صناديق من القذائف وآلاف الخراطيش. ويؤكد نفس الشاهد أن بن سالم والفارين معه (نحو مئة جندي) اتجهوا إلى جبل دهوارة رفقة مجموعة المجاهدين الذين شاركوا في الهجوم على المركز وكان على رأسهم المجاهد السعيد لاندوشين (نسبة إلى الهند الصينية).

## رد فعل الاستعمار الفرنسي
فرض الاستعمار الفرنسي بقيادة الجنرال بوفر صبيحة 9 مارس 1956 حصارا محكما على محيط مركز البطيحة، مجندا قوات ضخمة من بينها الفيلق المدعم الثالث للمظليين بقيادة العقيد مارسيل بيجار، تدعمها بكثافة المدفعية و الطيران والمروحيات، وقد اضطر بذلك بن سالم ورفاقه إلى خوض سلسلة من الاشتباكات الطاحنة المتفرقة، بعد أن توزعوا منذ البداية إلى مجموعتين:
- الأولى بقيادة بن سالم ومن مؤطريها علي بوخذير ويوسف الأطرش وقدور القاضي.
- الثانية بقيادة محمد عواشرية، وحسب شهادة علي بوخذير فإن مجموعته أبلت البلاء الحسن، ولجأت إلى خديعة ناجحة لفك الحصار عبر ثغرة مركز حمام النبايل.. فقد تظاهرت المجموعة بالاستسلام إلى هذا المركز، ثم داهمته وتمكنت من خلاله إحداث ثغرة في الحصار، والتسلل منها إلى جبل سردون المطل على بلدة بوشڤوف.

ويؤكد نفس الشاهد أن مجموعة بن سالم بعد استراحة قصيرة قامت بنصب كمين لقافلة للعدو قادمة من سوق أهراس، ألحقت بها خسائر كبيرة في الأفراد والمعدات.. وتعليقا على حصيلة عملية البطيحة والاشتباكات التي تلتها يؤكد بن سالم للصحافي اليوغوسلافي بيتشار أن مجموعته احتفظت بكامل الأسلحة التي غنمتها من المركز، أما خسائرها في الأرواح فلا تكاد تذكر.. بينما يوضح بوخذير أن العدو تمكن من أسر خمسة من الجنود الفارين قام بإعدام اثنين منهم فورا، وتمكن الثلاثة الباقون من فك قيودهم، والالتحاق برفاقهم من جديد.
ومهما كانت الحصيلة فإنها أبعد ما تكون عن نوايا العدو ومزاعمه. فقد كان الجنرال بوفر ينوي إبادة الفارين عن آخرهم حتى يكونوا عبرة لغيرهم. في حين يزعم العقيد بيجار أن رد الفعل أسفر عن إبادة جميع الفارين وعددهم 150 جنديا!
للتذكير فإن بن سالم يقدر تعداد الكتيبة بنحو 130 نفرا، من بينهم عدد من الفرنسين يتقدمهم الملازم الأول قائد الكتيبة وضباط صف وإداريون، ويؤكد بوخذير أن عدد الجزائريين فيها نحو 106، وأنه ورفاقه قضوا على ثلاثة منهم على الأقل بسبب خيانتهم.
أن عملية البطيحة كانت لها نتائج مباشرة، أهمها:
- نقل الفيلق المدعم الثالث للطلائع الجزائرية -الذي تنتمي إليه الكتيبة الثائرة- إلى كورسيكا في 13 مارس1956؛ أي بعد أربعة أيام فقط من العملية.
- أنها ساهمت رفقة عمليات أخرى -على غرار عملية الصبابْتَه(3) بالحدود الغربية في 19 يناير 1956- في زعزعة ثقة قيادة الجيش الفرنسي في الجنود الجزائريين، فقررت بناء على ذلك إجلاءهم إلى فرنسا أو أوروبا.